# Anatole leucogonia
Anatole leucogonia är en fjärilsart som beskrevs av Hans Ferdinand Emil Julius Stichel 1911. Anatole leucogonia ingår i släktet Anatole och familjen Riodinidae. Inga underarter finns listade i Catalogue of Life.